# Ronove

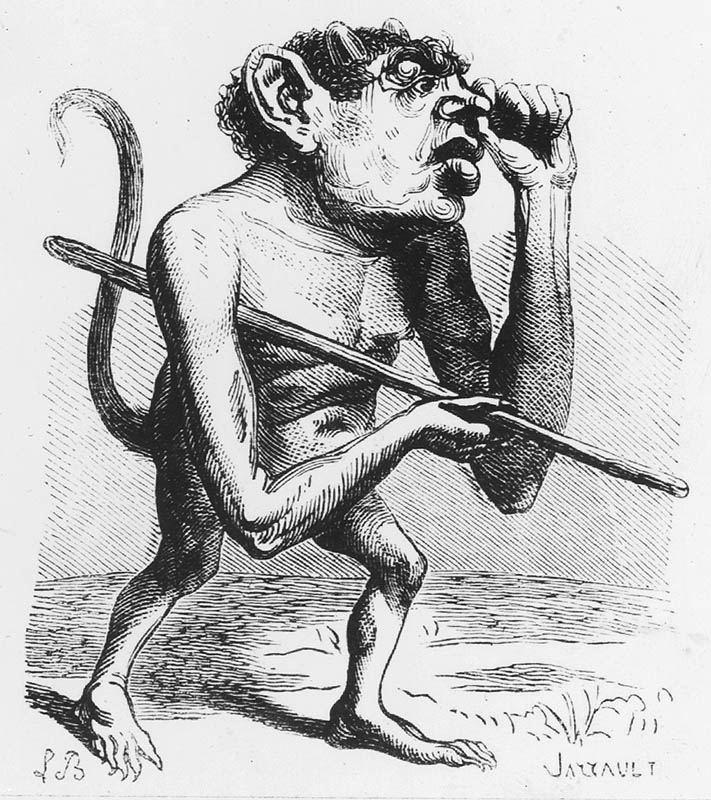
Ronove no Dictionnaire Infernal (1863).

Na demonologia, Ronove (também grafado Roneve, Ronové ou Ronwe) é o Marquês e Grande Fidalgo do Inferno que comanda vinte legiões de demônios. Ele ensina retórica, aprendizagem de línguas, concede servos fieis e favores de amigos e inimigos. 
Ele é retratado como um monstro segurando um cajado, sem maiores detalhes sobre a sua aparência. Também é descrito como possuidor de almas velhas; muitas vezes, ele vem à terra para fazer a "colheita" das almas dos seres humanos e animais que estão à beira da morte.
É correspondente ao anjo Ierathel pertencente ao Shemhamphorasch. O anjo Ierathel protege contra acusações injustas, também removendo presenças malignas do entorno do magista, e influenciando o estudo de literaturas, analogamente ao ensino de línguas que pode ser fornecido por Ronove..